# ブリティッシュ・ロック
ブリティッシュ・ロック（British Rock）は、英国で作られたさまざまな形式のポピュラー音楽を表している。

## 概要
1964年頃からビートルズが先鋒を務めたアメリカの「ブリティッシュ・インヴェイジョン」とともに、イギリスのロック・ミュージックは、世界中のアメリカン・ミュージックやロック・ミュージックの発展に多大な影響を与えてきた。
アメリカのロックンロールをエミュレートする最初の試みは1950年代半ばに英国で行われたが、「ロック・ミュージック」や「ロック」という用語は通常、1960年代に出現したブルース・ロックやその他のジャンルから派生した音楽を指す。この用語は、さまざまなハイブリッドまたはサブジャンルを表すために他の用語と組み合わせて使用されることが多く、多くの構造や楽器を共有するポップ・ミュージックと対比されることがよくある。ロック・ミュージックは、革新性、名人芸、パフォーマンス、パフォーマーによる作詞作曲に重点を置いて、アルバム市場に向けられる傾向がある。
英国のロックは、それ自体がジャンルであるにはあまりにも多様ではあるが、国際的にロック・ミュージックで最も重要なグループやパフォーマーの多くを生み出しており、ビート・ミュージック、プログレッシブ・ロック、アート・ロック、ハードロック、ヘビーメタル、パンク、ポストパンク、ニューロマンティック、インディーロックなど、最も影響力のあるサブジャンルの多くを開始または大幅に発展させてきた。

## 初期のブリティッシュ・ロックン・ロール

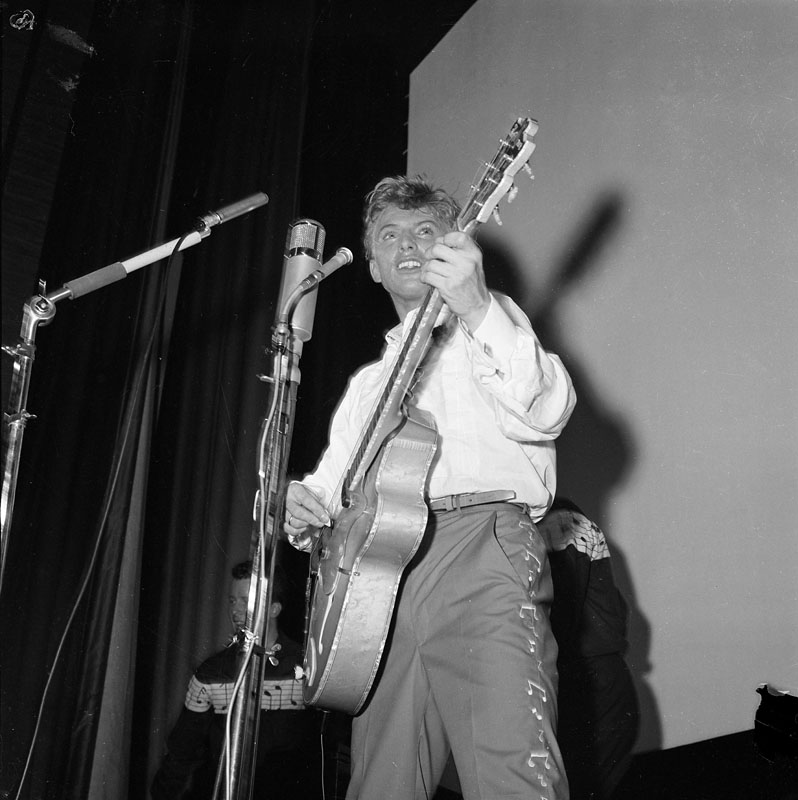
1957 年にストックホルムで演奏した最初の英国のロックンローラーの 1 人であるトミー・スティール

1950年代、イギリスはアメリカのロックンロールの音楽と文化を受け入れるのに適した立場にあった。彼らは共通の言語を共有し、国に軍隊を駐留させることでアメリカ文化に触れ、多くの社会的発展を共有した。これには、英国ではテディ・ボーイを含む、明確な若者のサブカルチャーの出現が含まれていた。トラッド・ジャズが人気を博し、そのミュージシャンの多くは、ブギウギやブルースなど、関連するアメリカのスタイルの影響を受けた。ロニー・ドネガンが率いるスキッフルの熱狂は、主にアメリカのフォーク・ソングのアマチュア・バージョンを利用し、その後の世代のロックン・ロール、フォーク、R&B、ビート・ミュージシャンの多くが演奏を開始するよう促した。同時に、英国の観客は、最初は『暴力教室』(1955年) や『ロック・アラウンド・ザ・クロック』(1955) などの映画を通じて、アメリカのロックンロールに出会い始めていた。どちらの映画にも、ビル・ヘイリー&amp;ヒズ・コメッツのヒット曲「ロック・アラウンド・ザ・クロック」が含まれており、1955年初頭に最初にイギリスのチャートに登場し、アメリカのポップ チャートに到達する4か月前に、その年の後半と1956年に再びイギリスのチャートを上回った。ロックンロールと10代の非行を特定するのに役立った。その後、エルヴィス・プレスリー、リトル・リチャード、バディ・ホリーなどのアメリカのロックンロール・アーティストがイギリスのチャートの主要な勢力となった。
英国の音楽業界の最初の反応は、アメリカのレコードのコピーを作成しようとすることであった。これは、セッション・ミュージシャンと共に録音され、しばしば10代のアイドルがフロントを務めていた。ウィー・ウィリー・ハリスやトミー・スティールなど、英国のロックンローラーがすぐに登場し始めた。この時期の英国のロックンロールの多くは、当たり障りのない、または完全に模倣的な形をしていたため、アメリカの製品が依然として支配的であった。しかし、1958年にクリフ・リチャードが「Move It」でチャートの2位に達したとき、英国は最初の「本物の」ロックンロールの歌とスターを生み出した。英国のインプレサリオ、ラリー・パーンズは若い歌手に新しいトレンドを取り入れ、ビリー・フューリー、マーティ・ワイルド、ヴィンス・イーガーなどの陳腐な名前を付けた。同時に、Six-Five SpecialやOh Boy!などのテレビ番組。どちらもジャック・グッドがプロデュースし、マーティ・ワイルドやアダム・フェイスなどのブリティッシュ・ロックンローラーのキャリアを促進した。クリフ・リチャードと彼のバック・バンドであるザ・ドリフターズは、すぐにザ・シャドウズに名前を変更し、その時代で最も成功した自家製のロックンロール・ベースのアクトであった。その他の主役には、ジョー・ブラウン、ジョニー・キッド&ザ・パイレーツが含まれ、1960年のヒット曲「Shakin' All Over」はロックンロールのスタンダードとなった。英国のステージを訪れ、テレビに出演した最初のアメリカのロックンロール・アーティストはチャーリー・グレイシーであり、すぐに1959年12月にジーン・ヴィンセントが続き、すぐに友人のエディ・コクランのツアーに参加した。プロデューサーのジョー・ミークは、イギリスで最初に大きなロック・ヒットを生み出し、トルネードのインストゥルメンタル曲「Telstar」で最高潮に達し、イギリスとアメリカの両方でナンバー1になった。

## 1960年代から1970年代初頭

### ビートミュージック

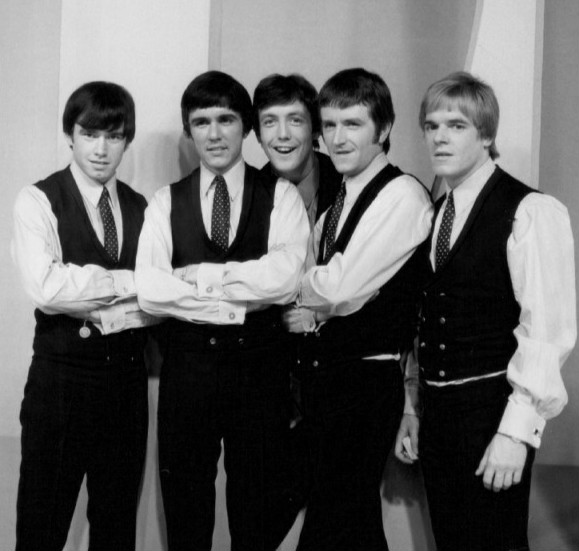
デイヴ・クラーク・ファイヴ（1966年）

1950年代後半の英国では、リバプール、マンチェスター、バーミンガム、ロンドンなどの英国の主要都市で、衰退するスキッフル・シーンから抜け出し、盛んなグループ文化が出現し始めた。これは特にリバプールに当てはまり、約 350の異なるバンドが活発に活動しており、多くの場合、ボールルーム、コンサート・ホール、クラブで演奏していたと推定されている。

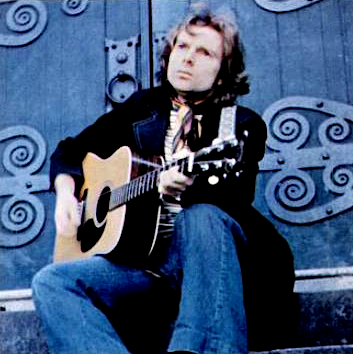
1972年のヴァン・モリソン

これらのビート・バンドは、バディ・ホリーやクリケッツ(ビートルズやホリーズの名前の由来) などの当時のアメリカのグループや、ザ・シャドウズなどの初期のイギリスのグループの影響を強く受けている。1962年から英国でビートルズが全国的な成功を収めた後、ジェリー&ザ・ペースメイカーズ、ザ・サーチャーズ、シラ・ブラックなど、多くのリバプールのパフォーマーが彼らを追ってチャートに入ることができた。バーミンガムで最も成功したビート・アクトには、スペンサー・デイヴィス・グループとムーディー・ブルースが含まれる。アニマルズはニューキャッスルから、ヴァン・モリソンをフィーチャーしたゼムはベルファストから来た。ロンドンでは、トッテナム・サウンドという用語は主にデイヴ・クラーク・ファイヴに基づいていたが、この時代のビート・ブームの恩恵を受けた他のロンドン・バンドには、ローリング・ストーンズ、キンクス、ヤードバーズが含まれていた。リヴァプール以外で、ブライアン・エプスタインがマネージメントしていない最初のバンドは、マンチェスターを拠点とするフレディ&ザ・ドリーマーズであり、ハーマンズ・ハーミッツやザ・ホリーズもそうであった。ビート・ムーブメントは、1964年以降、イギリスの音楽がアメリカのポップ・チャートに侵入した原因となったバンドのほとんどに影響を与え、ポップ・ミュージックやロック・ミュージックの多くの重要な発展のモデルとなった。ギター、ベースギター、ドラム、時にはリズムギターをキーボードに置き換え、リードシンガーまたはミュージシャンの1人がリードボーカルを取り、他のミュージシャンがボーカルハーモニーを提供する形である。

### ブリティッシュ・ブルース・ブーム
ビート・ミュージックと並行して、1950年代後半から1960年代前半にかけて、ブリティッシュ・ブルース・シーンが発展し、アメリカのR&Bのサウンドを再現し、後に特にブルースマンのロバート・ジョンソン、ハウリン・ウルフ、マディ・ウォーターズのサウンドを再現した。当初はアレクシス・コーナーやシリル・デイヴィスなどの純粋なブルース信奉者によって率いられていたが、1960年代にエレクトリック・ギターを中心とした特徴的で影響力のあるスタイルを開発し、ザ・ローリング・ストーンズ、ヤードバーズ、エリック・クラプトン、クリーム、フリートウッド・マック、レッド・ツェッペリン(ヤードバーズから脱退)を含むこのジャンルのいくつかの支持者の国際的なスターを生み出したとき、主流の人気の頂点に達した。これらの多くは、ブルースロックからさまざまな形式のロックミュージックに移行し、技術的な妙技と即興スキルにますます重点が置かれた。その結果、ブリティッシュ・ブルースは、サイケデリック・ロックやヘヴィメタルなど、ロックのサブジャンルの多くを形成するのに役立った。それ以来、英国でのブルースへの直接的な関心は低下したが、近年、主要な演奏者の多くがブルースに戻ってきており、新しいミュージシャンが出現し、このジャンルへの関心が新たに高まっている。

### ビートルズと「ブリティッシュ・インヴェイジョン」

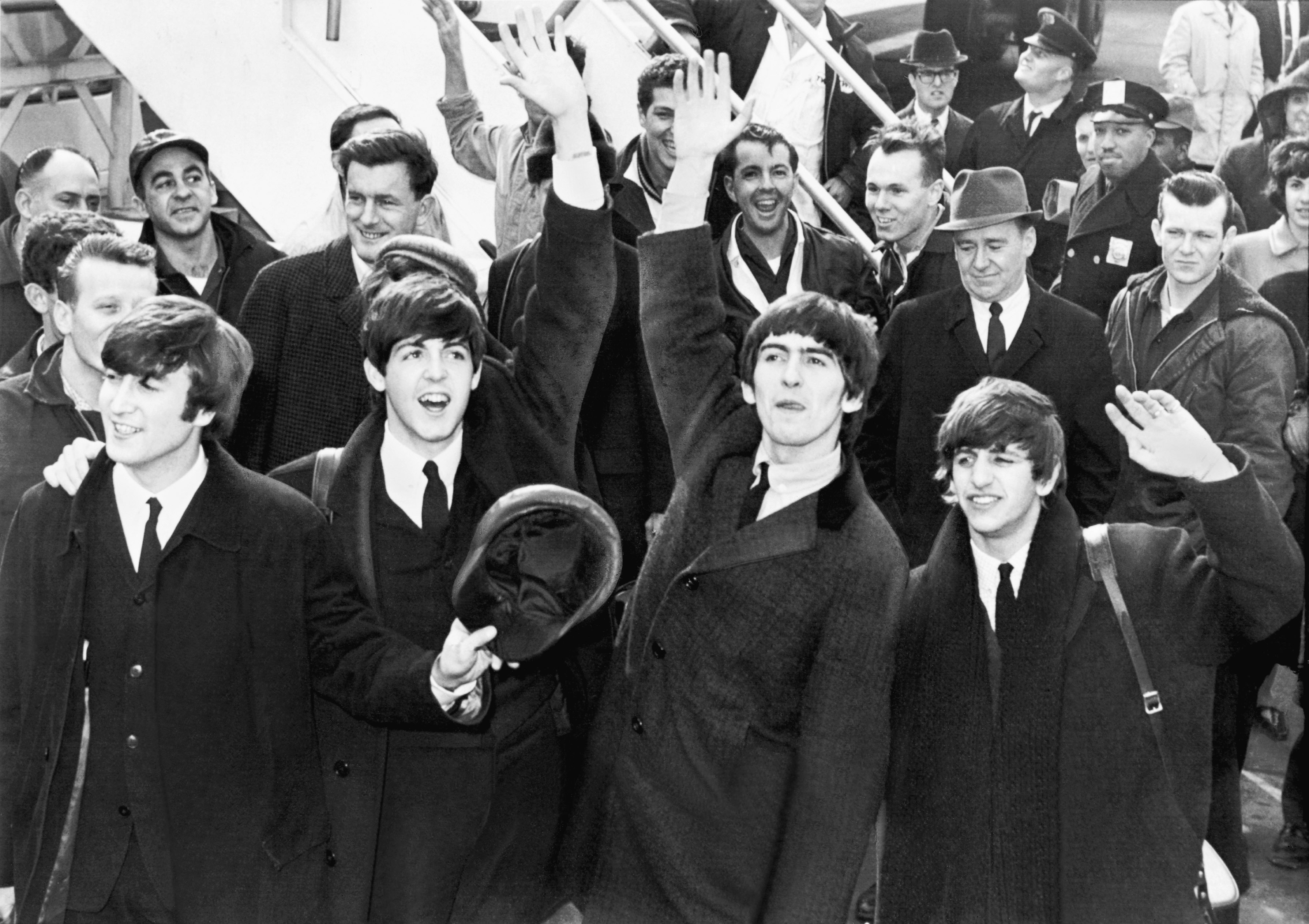
ビートルズが米国に到着し、その後エド・サリヴァン・ショーに出演したことで、ブリティッシュ・インヴェイジョンが始まった。

ビートルズ自体は、ソウルミュージックやモータウンなど後のアメリカのジャンルの音楽ほどブルース音楽の影響を受けていなかった。1960年代初頭の英国での彼らの人気の高い成功は、彼ら自身の作詞作曲と技術的な制作価値に対する彼らの新しい非常に影響力のある強調と一致しており、そのいくつかは他の英国のビート・グループと共有されていた。1964年2月7日、ウォルター・クロンカイトのCBS・イブニング・ニュースはビートルズの米国到着についての記事を掲載し、特派員は「今回のブリティッシュ・インベイジョンはビートルマニアというコードネームで行われている」と述べた。 数日後、彼らはエド・サリバン・ショーに出演した。 その夜、テレビを見ていたアメリカ人の75%が彼らの出演を見た 。 1964年4月4日、ビートルズはBillboard Hot 100シングル チャートでトップ5の位置を占めた。次の2年間で、ピーター&ゴードン、アニマルズ、マンフレッド・マン、ペトゥラ・クラーク、フレディ&ザ・ドリーマーズ、ウェイン・フォンタナとマインドベンダーズ、ハーマンズ・ハーミッツ、ローリング・ストーンズ、トロッグス、ドノヴァンが1曲以上のナンバーワン・シングルを米国で獲得した。「侵略」の一部であった他の行為には、ザ・フー、ザ・キンクス、デイヴ・クラーク・ファイヴが含まれていた。これらのアーティストは英国内でも成功を収めたが、明らかに「ブリティッシュ・インベイジョン」という用語自体は、米国で起こっていることを説明する以外には適用されなかった。いわゆる「ブリティッシュ・インベイジョン」行為は、1960年代のファッション、ヘアカット、マナーに影響を与え、「カウンターカルチャー」として知られるようになった。特に、ビートルズの映画「ビートルズがやって来るヤァ!ヤァ!ヤァ! (映画)」とカーナビー・ストリートのファッションは、アメリカのメディアに、イギリスが音楽とファッションの世界の中心であると宣言するように導いた。当時の英国のタレント、特にビートルズ自身の成功は、米国のロック・ミュージックに活力を与え、多くの米国のバンドに影響を与え、サウンドとスタイルを発展させた。英国の音楽産業自体の成長と、変化するポピュラー・カルチャーの最前線における世界的な役割がますます顕著になったことで、世界の他の場所からの新しいロック・アーティスト、1970年代初頭のボブ・マーリーや、特にジミ・ヘンドリックスを発見し、最初に成功を確立することができた。

### フリークビート
フリークビートは、1960年代半ばから後半のスウィンギング・ロンドンの時代に、主にハードドライブの英国のグループによって開発されたロックンロール音楽のサブジャンル。このジャンルは、ブリティッシュ・インベイジョン/モッズ/R&B/ポップとサイケデリック・ロックの架け橋である。この用語は、英国の音楽ジャーナリストPhil Smeeによって造られた。  AllMusicは、「フリークビート」は大まかに定義されていると書いているが、一般的には、クリエーション、プリティ・シングス、デニー・レインの初期のソロ作品など、ブリティッシュ・インヴェイジョン時代のより曖昧ではあるがエッジの効いたアーティストを表している。ライノ・レコードの2001年のボックス・セット・コンピレーション『ナゲッツII:オリジナル・アーティファクツ・フロム・ザ・ブリティッシュ・エンパイア・アンド・ビヨンド、1964-1969』で収集された素材の多くは、フリークビートに分類できる。他のバンドには、ザ・スモーク、ジ・アイズ、ザ・バーズ（The Birds）、ジ・アクション、ザ・ソローズが含まれる。

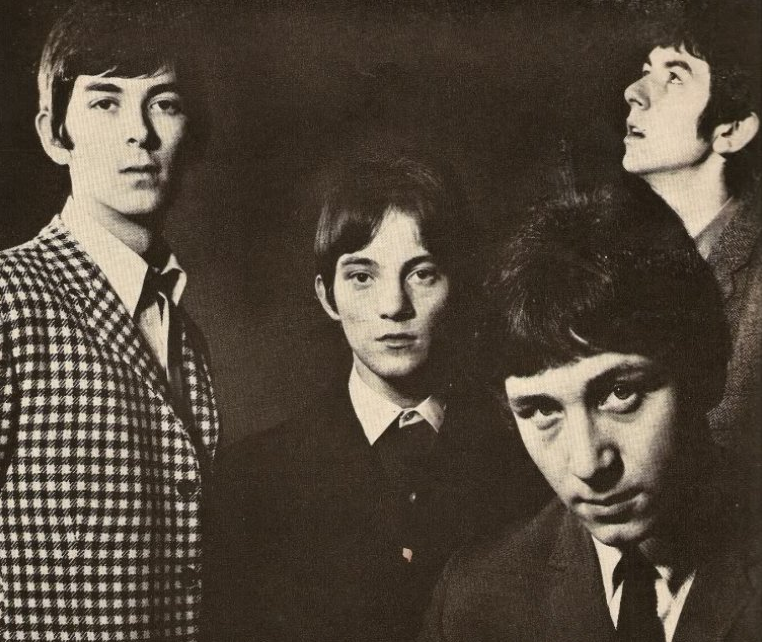
スモール・フェイセスは、R&B とソウルの強い影響から始まり、サイケデリック ロックに移行したバンドであった。

### サイケデリック・ロック
サイケデリック音楽は、サイケデリック文化に触発または影響された音楽のスタイルであり、幻覚剤の心を変える経験を複製および強化しようとするものである。特にブルースロックやプログレッシブ・フォーク・ミュージックから発展し、インド音楽のラーガやシタール、スタジオ・エフェクト、長いインストゥルメンタル・パッセージ、シュールな歌詞など、西洋以外のソースを取り入れた。 1960年代半ばにインクレディブル・ストリング・バンドやドノヴァンなどのイギリスのプログレッシブ・フォークアクトの間で登場し、ロックやポップ・ミュージックに急速に移行し、ビートルズ、ヤードバーズ、ムーディー・ブルース、スモール・フェイセス、ザ・ムーブ、トラフィック、クリーム、ピンク・フロイド。サイケデリック・ロックは、初期のブルースロックからプログレッシブ・ロック、アート・ロック、エクスペリメンタル・ロック、ハードロック、そして最終的には1970年代に主要なジャンルとなるヘヴィメタルへの移行を橋渡しした。ショック・ロックのパイオニアであるアーサー・ブラウンは、1968年のヒット曲「ファイアー」を黒と白のメイク (コープス・ペイント) とヘッドピースに火を点けた物を身に着けて演奏した。彼はその後の極端な行為に大きな影響を与えてきた。

### 主流および世界的な成功

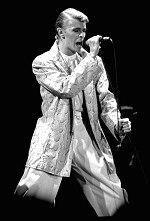
David Bowie、Ekeberghallen、オスロ、ノルウェー、1978

1970年代初頭までに、ロック・ミュージックはより主流になり、国際化され、多くの英国のアクトが米国および世界で大成功を収めた。ビートルズの個々のメンバー、エルトン・ジョン、デヴィッド・ボウイ、ロッド・スチュワートなど、最も成功したアーティストの何人かは、折衷的なスタイルで自分たちの曲 (場合によっては他の人が書いたもの) を演奏した。パフォーマンス自体の重要性がますます高まっていった。 対照的に、元サイケデリック・ポップ・アクトのザ・ステイタス・クオーは、名前から定冠詞を削除し、明らかに洗練されていないスタイルのブギーベースのロック ミュージックを提示することで、最も成功した英国のロックアーティストの1つになった。そしてヴァン・モリソンは、ロック、ジャズ、ブルースのスタイルの融合を通じて、国際的な批評家の称賛を得た。ブリティッシュ・インヴェイジョンでキャリアをスタートさせた定評あるイギリスのバンド、特にローリング・ストーンズ、ザ・フー、キンクスも独自の新しいスタイルとサブジャンルを開発し、その期間中に国際的なファンベースを拡大した。

## 1970年代の新しいサブジャンル

### ブリティッシュ・フォークロック

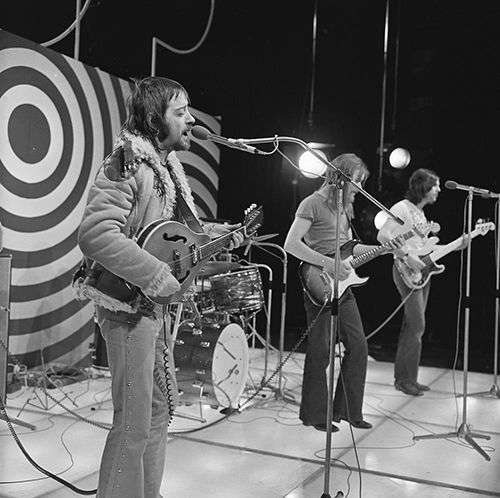
1972 年のオランダのテレビ番組でのフェアポート・コンヴェンション

ブリティッシュ・フォークロックは、1960年代半ばから後半にかけて、バンドフェアポート・コンヴェンションとペンタングルによってイギリスで発展し、アメリカのフォークロックの要素と2度目のブリティッシュ・フォーク・リバイバルが行われた。伝統的な英国音楽を基礎として使用するこれらのバンドは、中世から19世紀までのイギリス諸島のバラッドであるチャイルド・バラード (Child Ballads) に大きく依存していた。初期の成功はフェアポート・コンヴェンションの1969年のアルバム『リージ・アンド・リーフ』だったが、ペンタングル、スティーライ・スパン、アルビオン・バンドなどのグループが取り上げた1970年代にはさらに重要になった。ブルターニュの周辺のケルト文化に急速に採用され、発展した。そこでは、アラン・スティーベルやマリコーンのようなバンドによって開拓された。アイルランドではHorslipsなどのグループによる。スコットランド、ウェールズ、マン島、コーンウォールでも、ケルトロックとその派生物を生産している。また、アメリカやカナダなど、英国と密接な文化的つながりを持つ世界の地域にも影響を与え、中世のフォークロックのサブジャンルと、フォーク・パンクとフォーク・メタルのフュージョン・ジャンルを生み出した。1970年代の終わりまでに、パンクやエレクトロニックを含む他の形式の音楽が確立され始めたため、このジャンルの人気は急激に低下した。

### プログレッシブロック

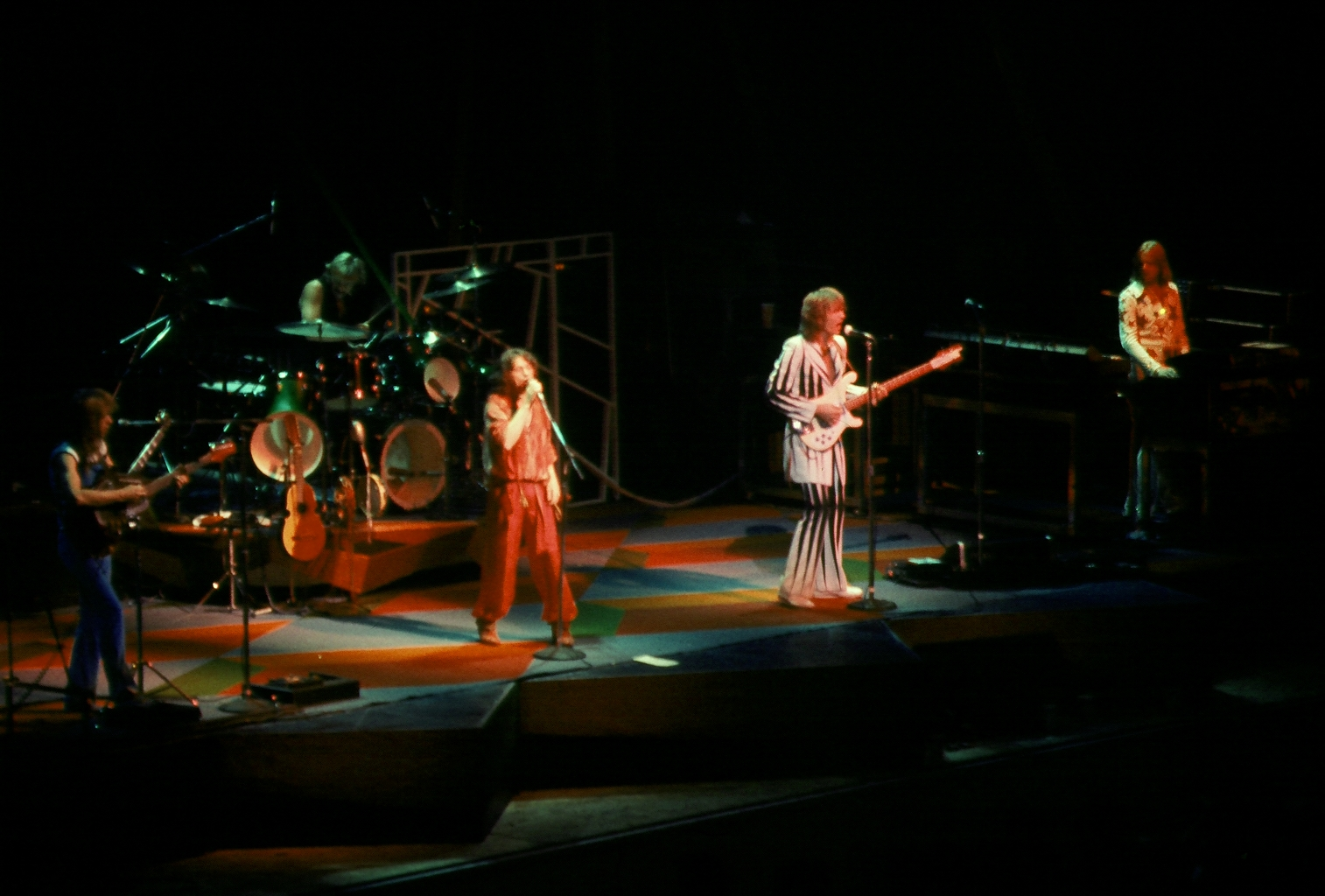
イエス、1977年インディアナポリス。

プログレッシブまたはプログレッシブ・ロックは、1960年代後半のブルースロックとサイケデリック・ロックから発展した。英国のバンドに支配され、ロック・ミュージックを新たなレベルの芸術的信頼性に引き上げる試みの一環であった。プログレッシブ・ロック・バンドは、標準的なヴァースコーラスベースの曲構造を超えて、ロックの技術的および構成上の境界を押し広げようとした。編曲には、後に「ワールドミュージック」と呼ばれるクラシック、ジャズ、および国際的な情報源から引き出された要素が組み込まれることがよくあった。インストゥルメンタルが一般的であったが、歌詞のある曲は概念的、抽象的、またはファンタジーに基づいている場合があった。プログレッシブ・ロック・バンドは、統一されたステートメントを作成するコンセプト・アルバムを使用することがあり、通常は壮大なストーリーを語ったり、壮大な包括的なテーマに取り組んだりした。 キング・クリムゾンの 1969年のデビュー・アルバム『クリムゾン・キングの宮殿』は、強力なギター・リフとメロトロンをジャズやシンフォニック・ミュージックとミックスしたもので、しばしばプログレッシブ・ロックの重要な録音と見なされ、1970年代初頭、既存のブルース・ロックやサイケデリック・バンドだけでなく、新たに結成されたミュージシャンの間でも活躍した。この用語は、イエス、ジェネシス、ピンク・フロイド、ジェスロ・タル、ソフト・マシーン、エレクトリック・ライト・オーケストラ、プロコル・ハルム、ホークウィンド、エマーソン・レイク・アンド・パーマーなどのバンドの音楽に適用された。1970年代半ばに人気のピークに達したが、批評家の称賛が入り混じっており、パンクの動きはその音楽性と認識された尊大さに対する反応と見なすことができる。多くのバンドが解散したが、ジェネシス、ELP、イエス、ピンク・フロイドなどの一部のバンドは、定期的にトップ10アルバムを獲得し、それに付随する世界的なツアーを成功させた。

### グラムロック

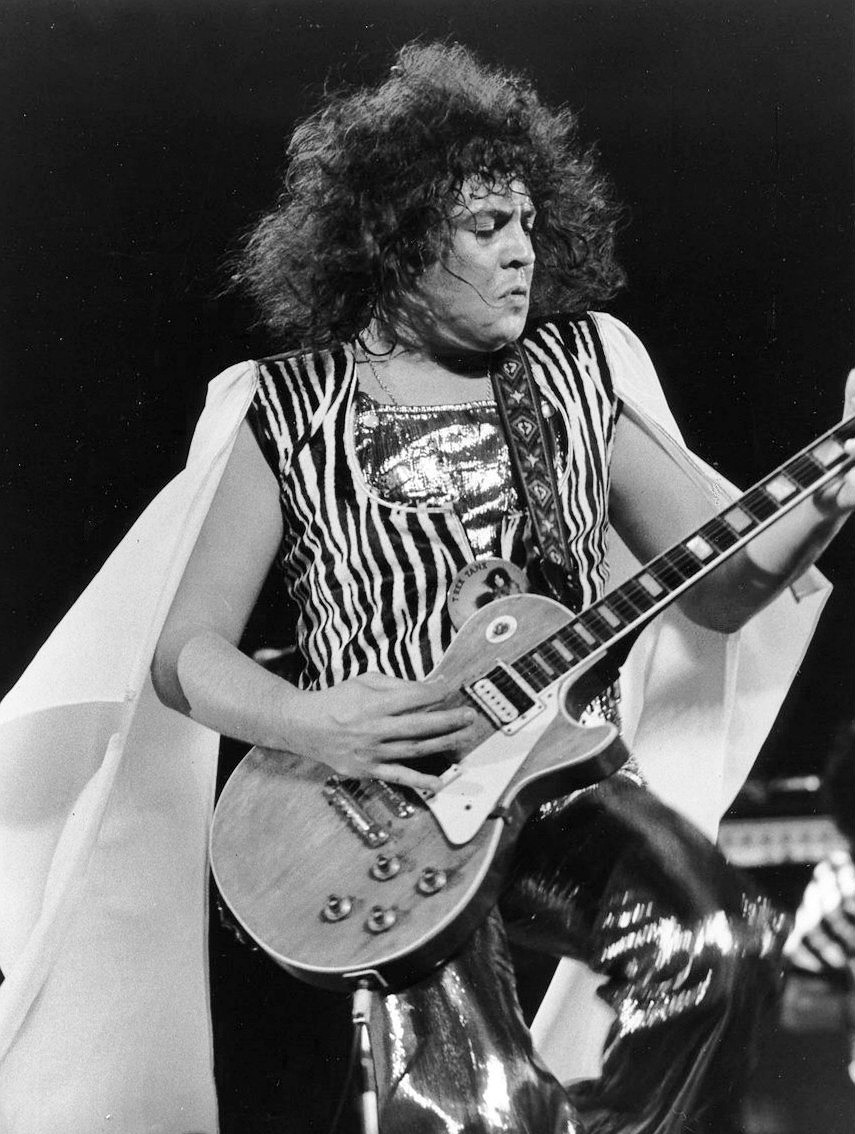
1973年に演奏するT・レックスのマーク・ボラン

1970年代初頭のポストヒッピーに英国で開発されたグラムまたはグリッター ロック。 「法外な」服装、化粧、髪型、厚底のブーツが特徴であった。 グラム・パフォーマーの華やかな歌詞、衣装、ビジュアル・スタイルは、ギターを駆使したハードロックサウンド全体で、サイエンス・フィクションや古い映画へのノスタルジックな参照を劇的にブレンドしたセクシュアリティのカテゴリでプレイした。このジャンルのパイオニアには、デヴィッド・ボウイ、ロキシー・ミュージック、モット・ザ・フープル、マーク・ボラン、 T・レックスが含まれる。これら、および他の多くのアーティストは、ポップ・ミュージックとロック・ミュージックの境界にまたがり、ロックの聴衆との一定レベルの尊敬を維持することに成功し、クイーンやエルトン・ジョンを含む英国のシングル・チャートで成功を収めた。他のパフォーマーは、スレイド、ウィザード、マッド、スウィートなど、当時の支配的なグループであったポピュラー音楽市場をより直接的に目指していた。ゲイリー・グリッターとザ・グリッター・バンドによって、キラキラのイメージが限界まで押し上げられた。発祥の地である英国の音楽シーンに大きく限定されたグラム・ロックは、パンクロックやニュー・ウェーブのトレンドに直面して衰退する前の1970年代半ばにピークを迎えた。それは、後に目立つようになった行為に直接的な影響を与えた。

### ハードロック・ヘヴィメタル
ブルースロック、サイケデリック・ロック、ガレージロックにルーツを持つヘヴィ・メタルを作成したバンドは、あからさまなリズミカルなベースライン、高度に増幅されたディストーション、拡張されたギター・ソロ、強調されたビート、全体的なラウドネスを特徴とする、分厚くパワフルなサウンドを開発した。ヘヴィメタルの歌詞と演奏スタイルは、しばしばファンタジーとサイエンスフィクションの要素を取り入れ、一般的に男くささとマチズモを連想させるものである。レッド・ツェッペリン、ブラック・サバス、ディープ・パープルの 3 つのパイオニア・ヘヴィメタル・バンドはすべて英国人であり、批評家の称賛はほとんど得られなかったが、彼らと次世代のメタル・グループには、英国のバンドであるジューダス・プリーストの他に、アメリカ、オーストラリア、大陸のバンドが含まれていた。モーターヘッド、レインボーは、多くの聴衆を魅了し、記録的な売り上げを記録した。レインボーはヘビーメタルをスタジアム・ロックに移し、モーターヘッドはパンク・ロックの感性を導入し、スピードをますます重視した。1970年代後半に人気が低下した後、ジューダス・プリーストは、特に 1980年のアルバム『ブリティッシュ・スティール』で、このジャンルのブルースの影響のほとんどを捨てた。このアルバムは、アイアン・メイデン、ヴァーディス、サクソン、デフ・レパード、に影響して、そして1980年代に人気が復活した。

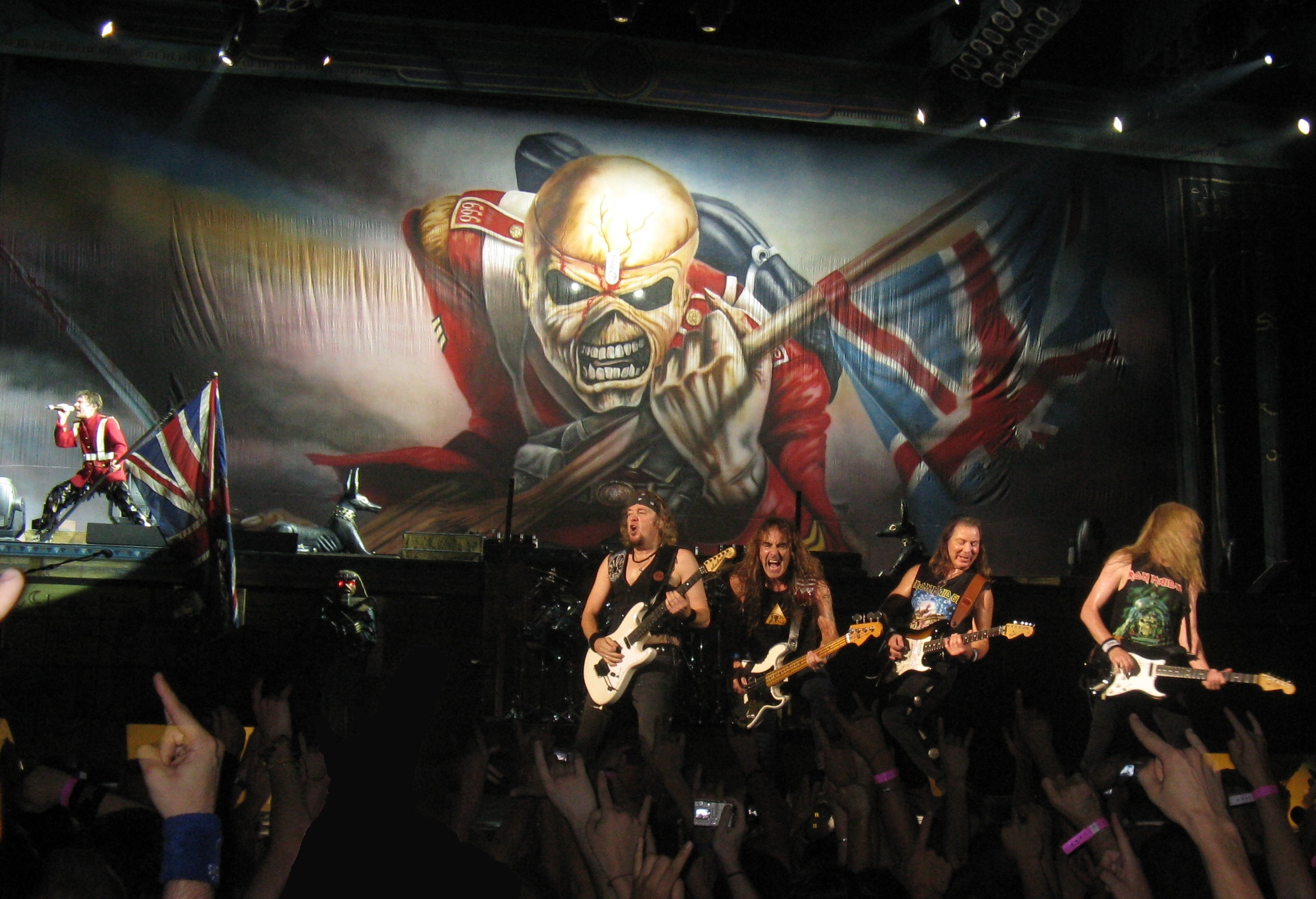
アイアン・メイデンはニュー・ウェーブ・オブ・ブリティッシュ・ヘヴィ・メタルのリーダーだった

NWOBHMは多くの新しいバンドに影響を与えたが、1980年代後半には、このジャンルの創造的な推進力の多くがアメリカとヨーロッパ大陸 (特にドイツとスカンジナビア) に移行し、メタルの主要な新しいサブジャンルのほとんどが生み出され、その後イギリスのバンドに取り上げられた。これらには、米国で開発されたスラッシュメタルとデスメタルが含まれていた。ブラックメタルとパワーメタルはどちらもヨーロッパ大陸で開発されたが、イギリスのバンドヴェノムの影響を受けている。 ドゥームメタルはアメリカで開発されたが、すぐにペイガン・アルターやウィッチファインダー・ジェネラルなど、イギリスから多くのバンドが生まれた。パラダイス・ロスト、マイ・ダイイング・ブライド、アナセマなどのバンドによって開拓された、ドゥーム/ゴシック・メタル・シーンにも大きな英国の影響がある。グラインドコア(または単にグラインド) は、デス・メタルとハードコア・パンクのハイブリッドであり、ひどく歪んだダウンチューンされたギター、高速テンポ、ブラスト・ビート、多くの場合2分以内 (数秒の長さ) の曲、およびボーカルが特徴である。うなり声と甲高い叫び声で構成されている。パイオニアであるイギリスのバンド、ナパーム・デスは、1980年代にエクストリーム・ノイズ・テラー、カーカス、ソア・スロートなど、他のイギリスのグラインドコア・グループに影響を与えた。
NWOBHMの時代以来、おそらく最も成功したブリティッシュ・メタル・バンドは、1991年に結成されたクレイドル・オブ・フィルスであり、分類するのが難しいエクストリーム・メタルの形を追求している。「レトロ・メタル」という用語は、グラムロックとヘビーなリフのミックスにより、一連のシングル・ヒットと、『One Way Ticket to Hell... and Back』 (2005）、UKチャートで11位に達した。ウェールズのブレット・フォー・マイ・ヴァレンタインは、 『Scream Aim Fire 』(2008)で、メタルとハードコアの混合であるメタルコアで、米国と英国の両方のチャートでトップ5にランクインした。

## プロト・パンク、パンク、ニュー・ウェイヴ

### パブ・ロック

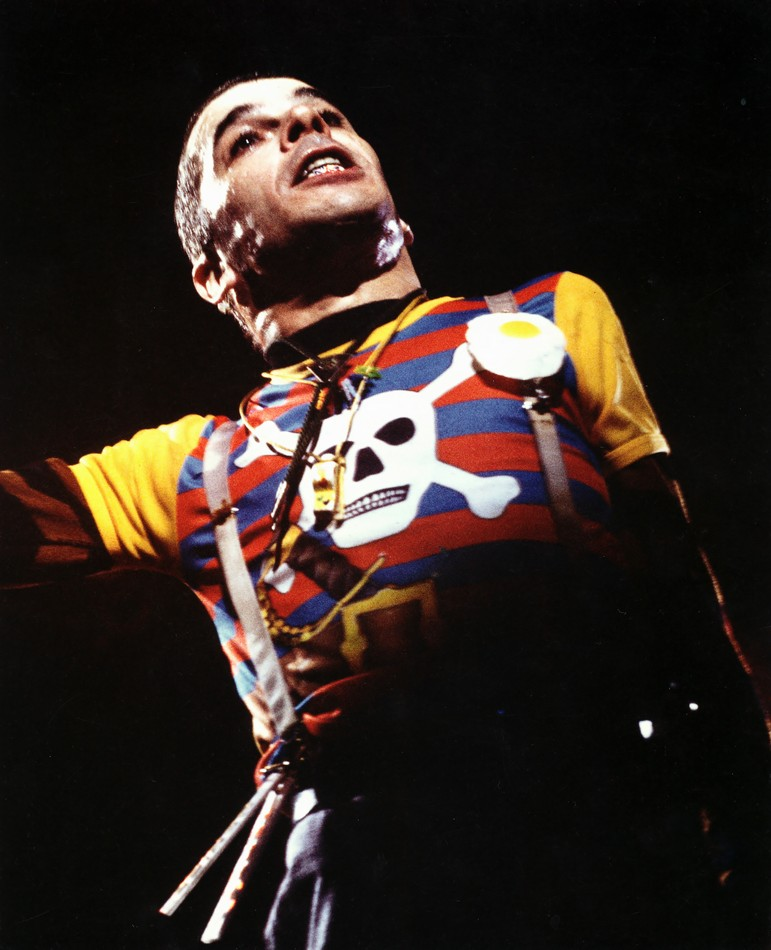
イアン・デューリー、キルバーン・アンド・ザ・ハイ・ローズの元メンバー。

パブロックは短命のトレンドであり、英国の音楽シーン、特にパンク・ロックに永続的な影響を与えた。デヴィッド・ボウイやゲイリー・グリッターのきらびやかなグラムロックに反発した基本回帰運動であり、1970年代半ばにピークを迎えた。パブロックは、ロンドン北部の大きなパブで発展した。1971年5月にアメリカのバンド、エッグス・オーバー・イージーがタリー・ホー!ケンティッシュタウンで演奏を始めた。1960年代から70年代初頭にかけてブルースやR&Bバンドで演奏していたミュージシャンのグループは、すぐにブリンズリー・シュウォーツ、ダックス・デラックス、ビーズ ・メイク ハニーなどの影響力のあるバンドを結成した。ブリンズリー・シュウォーツはおそらく最も影響力のあるグループであり、英国と米国の両方で主流の成功を収めた。パブロックの第2波には、キルバーン・アンド・ザ・ハイ・ロード、エース、ジョニー・キッド&ザ・パイレーツ、チリ・ウィリ・アンド・ザ・レッド・ホット・ペッパーズが含まれる。これらに続いて、 ドクター・フィールグッドやスニッフィン・ザ・ティアーズなど、パブロックの第3波と最後の波が続いた。何人かのパブ・ロック ミュージシャンが、グレアム・パーカーのバック・バンド、ザ・ルーモア、エルヴィス・コステロ&ザ・アトラクションズ、ザ・クラッシュなどのニュー・ウェーブ・アクトに参加した。

### パンク

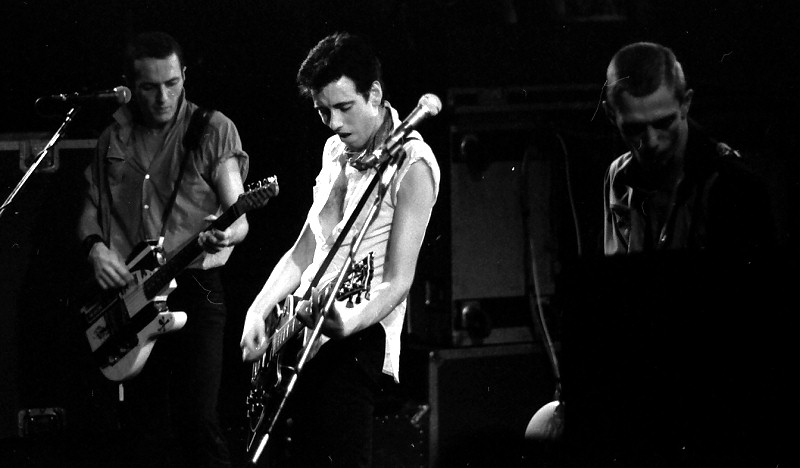
1980年、ザ・クラッシュの演奏。

パンクロックは1974年から1976年にかけてアメリカで発展し、その起源はガレージロックや、現在プロトパンクミュージックとして知られている他の形式に根ざしていた。最初のパンク・バンドは通常、1976年のラモーンズだと考えられている。これは英国では、セックス・ピストルズ、ザ・クラッシュ、ザ・ダムドなどのパブロックシーンにも影響を受けたバンドによって取り上げられた。パンク・ファッションとさまざまな反権威主義的なイデオロギーを前面に出し、パンクロック・バンドは、主流の1970年代のロックの過剰と認識されているものを避け、通常は短い曲、無駄をそぎ落とした楽器、しばしば政治的で反体制的な歌詞で、速くてハードなエッジの音楽を作成した。パンクはDIY (自分でやる) の倫理を取り入れ、多くのバンドがレコーディングをセルフプロデュースし、非公式のチャネルを通じて配布した。1977年にパンクロックが世界中に広まり、国際的な主要な文化現象になった。しかし、1978年までに、最初の衝動は沈静化し、パンクは、より広く、より多様なニュー・ウェーブやポスト・パンクの動きに変化した。

### ニューウェーブ

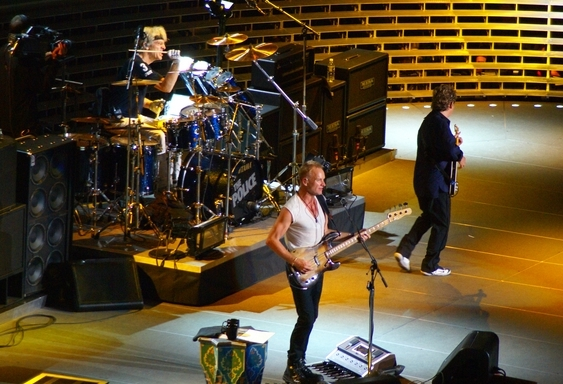
ザ・ポリス (写真は 2007 年) には一連のUKナンバー1アルバムが存在した

主要なパンク・バンドが解散するか、新しい影響を受けて、最初のパンクの衝動が沈静化し始めると、「ニュー・ウェーブ」という用語は、特に1970年代後半に主流の魅力を持って出現した英国のバンドを表すために使用されるようになった。これらには、 XTC 、 スクイーズ、 ニック・ロウなどのポップ・バンド、 ゲイリー・ニューマンのエレクトロニック・ロック、 エルヴィス・コステロなどのソングライター、プリテンダーズなどのロックンロールに影響を受けたバンド、 ザ・ポリスなどのバンドのレゲエに影響を受けた音楽、ザ・ジャムのようなモッズ・リバイバルと、スペシャルズやマッドネスのようなスカ・リバイバルなどが存在した。10年の終わりまでに、これらのバンドの多く、特にポリスがアメリカと世界の市場に影響を与え始めていた。

### ポストパンク
主流のニュー・ウェーブの発展に加えて、ポスト・パンクとして分類されることが多い、商業的ではなく、よりダークでサブカルチャーな行為もあった。ニューウェーブのように、彼らはエレクトロニックミュージック、ジャマイカのダブ（特にベースギター）、アメリカン・ファンクなど、さまざまな影響を取り入れた。英国のポストパンクの衣装の例には、ザ・スミス、オレンジ・ジュース、ザ・サイケデリック・ファーズ、テレビ・パーソナリティ、ザ・フォール、スージー・アンド・ザ・バンシーズ、ローズ・オブ・ザ・ニュー・チャーチ、ジョイ・ディヴィジョン、キリング・ジョーク、エコー&ザ・バニーメン、ギャング・オブフォー、ザ・キュアー、バウハウス、マガジン、ワイヤー、ジーザス&メリーチェイン、チューブウェイ・アーミーなど。ポストパンクは、オルタナティヴ・ロックとゴシック・ロックのジャンルの創造における主要な要素になる。

### フォーク・パンク

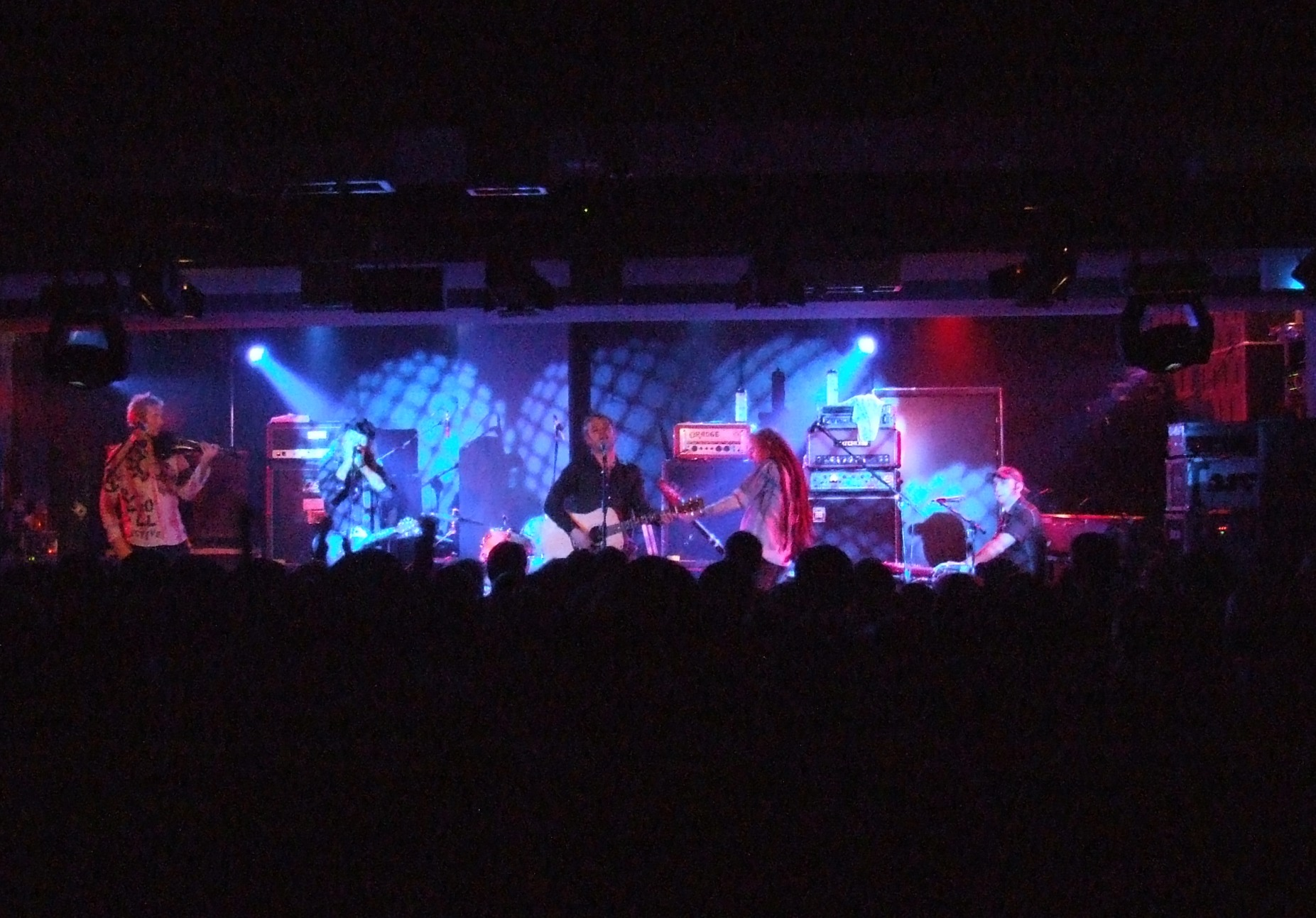
プラハのレベラーズ、2006

フォーク・パンクまたはローグ・フォークは、1980年代にロンドンを拠点とするバンドザ・ポーグスによって開拓された、フォーク・ミュージックとパンクロック、または場合によっては他のジャンルの融合である。それは1980年代にいくつかの主流の成功を収め、特にケルトパンクのサブジャンルとして、北米とオーストラリアのケルトディアスポラの地域で広く採用され、中央および東ヨーロッパ大陸の多くのバンドによって採用された。初期のケルト・ロックやエレクトリック・フォーク・グループとは異なり、フォーク・パンク・グループはレパートリーに含まれる伝統音楽が比較的少ない傾向があるが、代わりに、マンドリン、アコーディオン、バンジョー、特にヴァイオリンなどを使用する。他のバンドは、シーシャンティや東ヨーロッパのジプシー音楽など、いくつかの伝統的な形式の音楽を採用した。最も成功したパフォーマーの中には、1980年代に一連のヒットを楽しんだ、ザ・メン・ゼイ・クドント・ハング、ニュー・モデル・アーミー、オイスターバンド、ザ・レベラーズ、およびシンガーソングライタービリーブラグがいた。

## 1980年代初頭のエレクトロニック・ロック

### シンセ・ロック

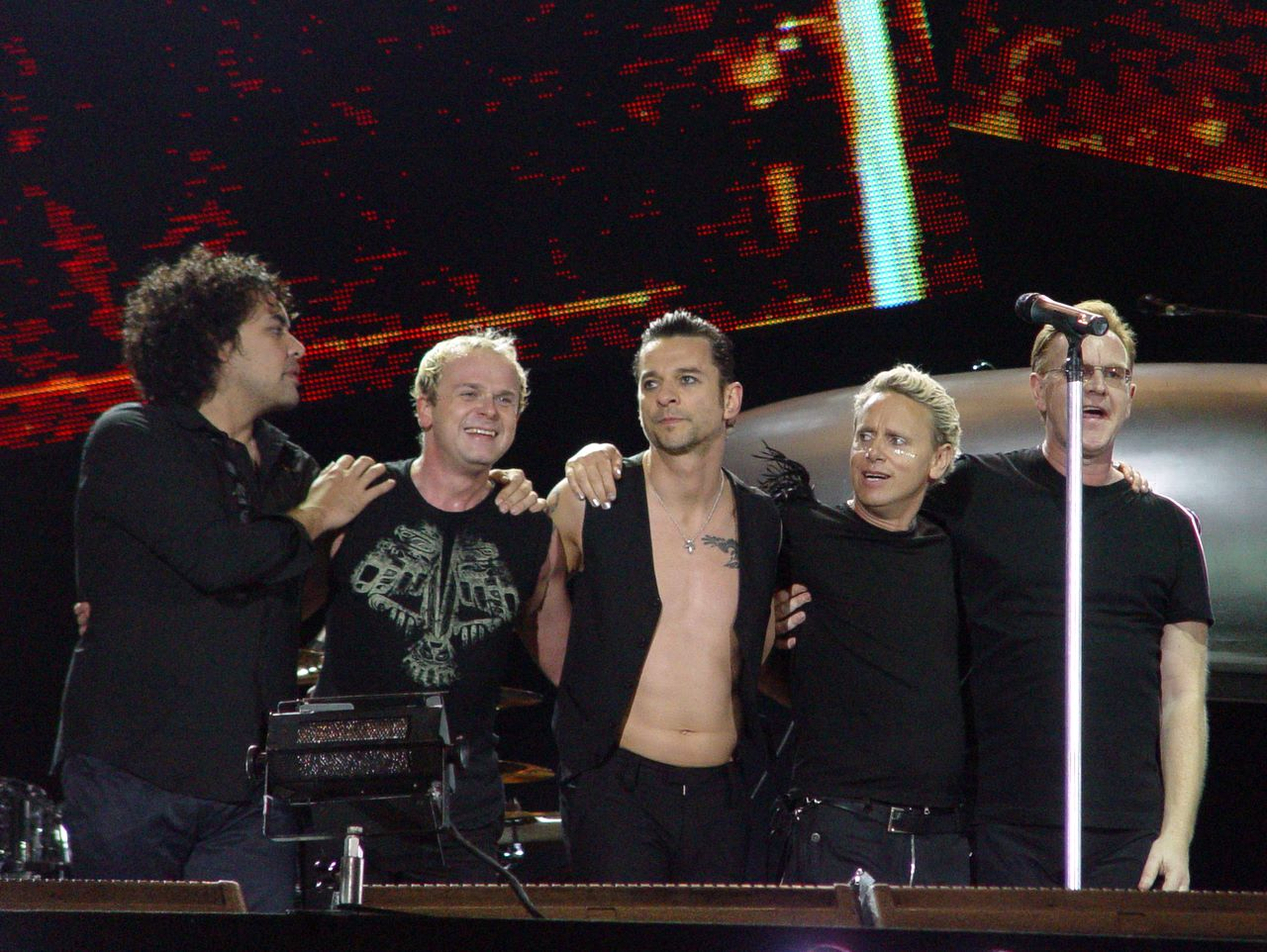
デペッシュ・モードのコンサート、2006

ピンク・フロイド、イエス、ジェネシスなど、多くのプログレッシブ・ロック・バンドがシンセサイザーをサウンドに取り入れていた。 1977年、 ウルトラヴォックスのメンバーであるウォーレン・カンは、 ローランドTR-77ドラム・マシンを購入した。これは、1977年10月のシングル・リリース「Hiroshima Mon Amour」で最初に取り上げられた。バラードの編曲、メトロノームのようなパーカッション、 アープ・オデッセイ・シンセサイザーの多用は、後に続くほぼすべてのシンセポップおよびロック バンドの実質的なプロトタイプとなった。 1978年、ヒューマン・リーグがデビュー・シングル「Being Boiled」をリリースした。パンクロックのイメージを捨ててバンドワゴンに飛び乗り、1979年夏にシングル「Are Friends Electric?」で全英チャートのトップに躍り出た西ロンドン出身のあまり知られていないチューブウェイ・アーミーなど、他のバンドもすぐ後に続いた。 .これにより、歌手のゲイリー・ニューマンはソロになり、同じ年にクラフトワークにインスパイアされたアルバム「プレジャー・プリンシプル」をリリースし、シングル「カーズ」で再びチャートを騒がせた。 特にニュー・ロマンティックスによるシンセサイザーの採用により、シンセサイザーは80年代初期のポップ・ミュージックとロック・ミュージックを支配するようになった。 ヴィサージのデビューアルバム (1980)、 ジョン・フォックスの『Metamatic 』(1980)、 ゲイリーニューマンの『Telekon 』(1980)、 ウルトラヴォックスの『Vienna』(1980)、 ヒューマン・リーグの『Dare』 (1981)、デペッシュ・モードの『Speak』などのアルバムと『Spell』(1981) は、1980年代半ばに人気が落ち始めるまで、ほとんどの主流のポップおよびロック・バンドに影響を与えたサウンドを確立した。

### ニュー・ロマンティクス

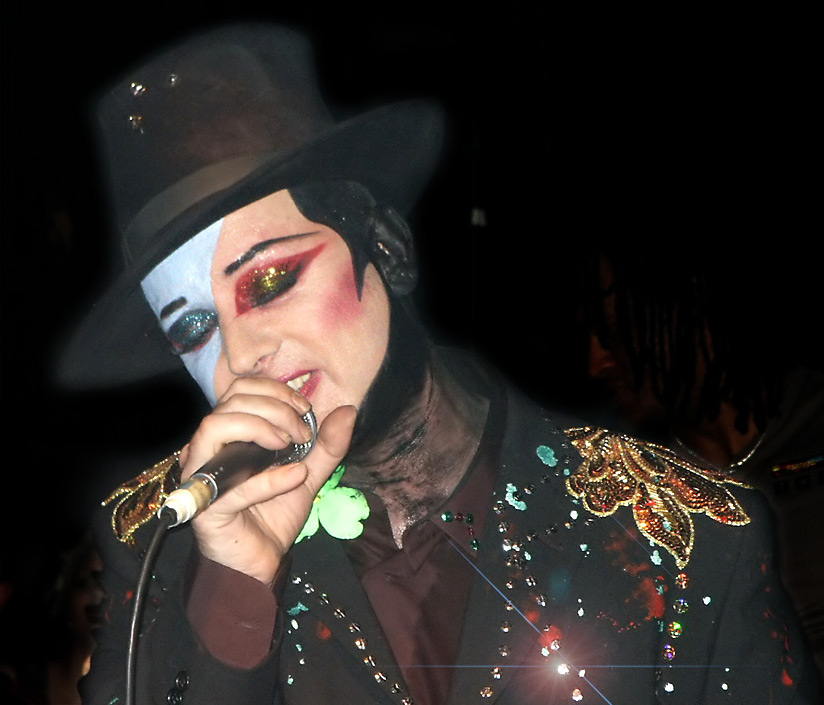
ボーイ・ジョージ、カルチャー・クラブのリード・シンガー、ロンドンのロニー・スコットのジャズ・クラブで演奏

ニュー・ロマンティックは、1970 年代の終わりに向けてビリーズやザ・ブリッツ・クラブなどのロンドンのナイトクラブでニュー・ウェーブ・ミュージックムーブメントの一部として登場した。デヴィッド・ボウイとロキシー・ミュージックの影響を受けて、グラム・ロック・ファッションを発展させ、初期ロマン主義のフリルのついたポップシャツからその名前を得た。ニュー・ロマンティックの音楽では、シンセサイザーが多用されることがよくあった。パイオニアにはヴィサージ、 ジャパン、ウルトラヴォックスが含まれ、商業的に最も成功したアクトにはアダム&ジ・アンツ、カルチャー・クラブ、 ヒューマン・リーグ、 スパンダー・バレエ、 デュラン・デュランが含まれる。1983年頃までに元のムーブメントは解散し、生き残ったミュージシャンは主流のキャリアを追求するためにファッション要素のほとんどを捨てた。

### 第二次ブリティッシュ・インヴェイジョン

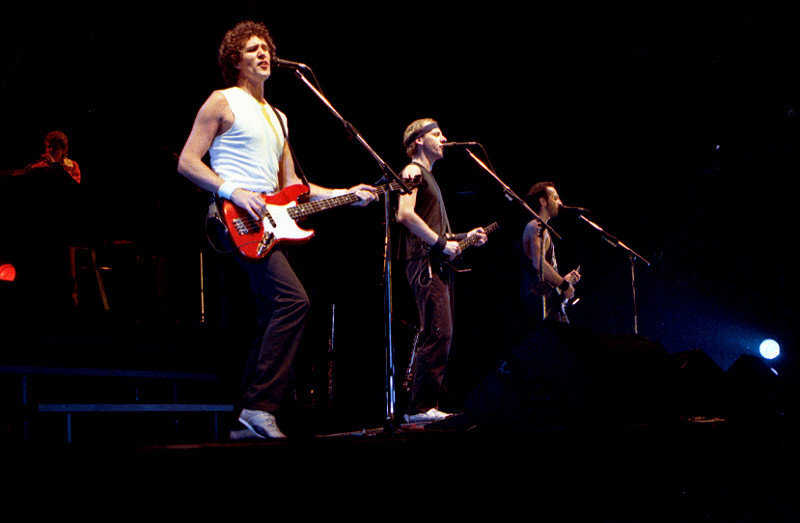
1985 年 10 月にノルウェーで演奏したダイアー・ストレイツ

1981年の開始以来、ケーブル・ミュージック・チャンネル MTV は、イメージに敏感なイギリス人アーティストのミュージック・ビデオを不釣り合いに多く取り上げていた。半年間ミュージック・ビデオの使用に慣れていた英国のミュージシャンが、このチャンネルで頻繁に取り上げられていた。バグルスの「ラジオスターの悲劇」は、 MTVで最初に公開されたミュージック・ビデオであった。 1982年後半、フロック・オブ・シーガルズの「 I Ran (So Far Away) 」が Billboard のトップ10にランクインした。これは、ほぼすべてがビデオによるものであり、おそらく最初の成功した曲である。彼らの後にはデュラン・デュランのようなバンドが続き、その輝かしいビデオはMTVの力を象徴するようになった。 ダイアー・ストレイツの「マネー・フォー・ナッシング」は、彼らを国際的なロックスターにするのに一役買ったMTVを優しくからかった。1983年には、レコードの売上の30%が英国のアーティストによるものであった。7月18日のシングルのトップ40 のうち18、トップ10のうち6が英国のアーティストによるものであった。全体の記録的な売上高は、1982年から10%増加する。ニューズウィークはユーリズミックスのアニー・レノックスとカルチャー・クラブのボーイ・ジョージを取り上げ、ローリング・ストーン誌は「イングランド・スウィングス」号を発行した。1984年4月には、トップ100のシングルのうち40が英国のアクトによるものであり、1985年5 月の調査では、トップ10のシングルのうち8が英国のアーティストによるものであった。ベテラン音楽ジャーナリストのサイモン・レイノルズは、最初のブリティッシュ・インヴェイジョンと同様に、英国の行為による黒人のアメリカ人の影響の利用が成功に拍車をかけるのに役立ったと理論付けた。主流メディアのコメンテーターはMTVと英国のアーティストがポップ・ミュージックに色彩とエネルギーをもたらしたと評価したが、ロック・ジャーナリストは一般的に、この現象が内容よりもイメージを表していると感じたため、この現象に敵対的であった。

## インディー ロック
インディー・ロック、またはインディペンデント・ロックは、特にアメリカではオルタナティブロックとして知られることが多く、1980年代のポスト パンクやニュー・ウェーブから出現したシーンであり、主要なレコード・レーベルが独自の音楽を管理することを避け、聴衆を提供する文化として、地元のシーンや国内のサブバンドに依存していた。いくつかの成功を収めた後、多くのインディー・アクトがメインストリームに進出することができた。初期のインディー・バンドであるアズテック・カメラ、 オレンジ・ジュース、ザ・スミス、続いてザ・ハウスマーティンとジェイムスが含まれる。1980年代に英国で開発されたオルタナティブロックの他の形式、ジーザス・アンド・メリーチェインはポップなメロディーをギター・ノイズの壁に包み込み、ニュー・オーダーはポスト・パンク・バンドのジョイ・ディヴィジョンの終焉から生まれ、テクノとハウス・ミュージックを実験的に取り入れ、オルタナティヴ・ダンス・スタイルを作り上げた。メリーチェインは、ダイナソーJr.やコクトー・ツインズのドリーム・ポップと共に、1980 年代後半のシューゲイザームーブメントに影響を与えた。

### ゴシック・ロック

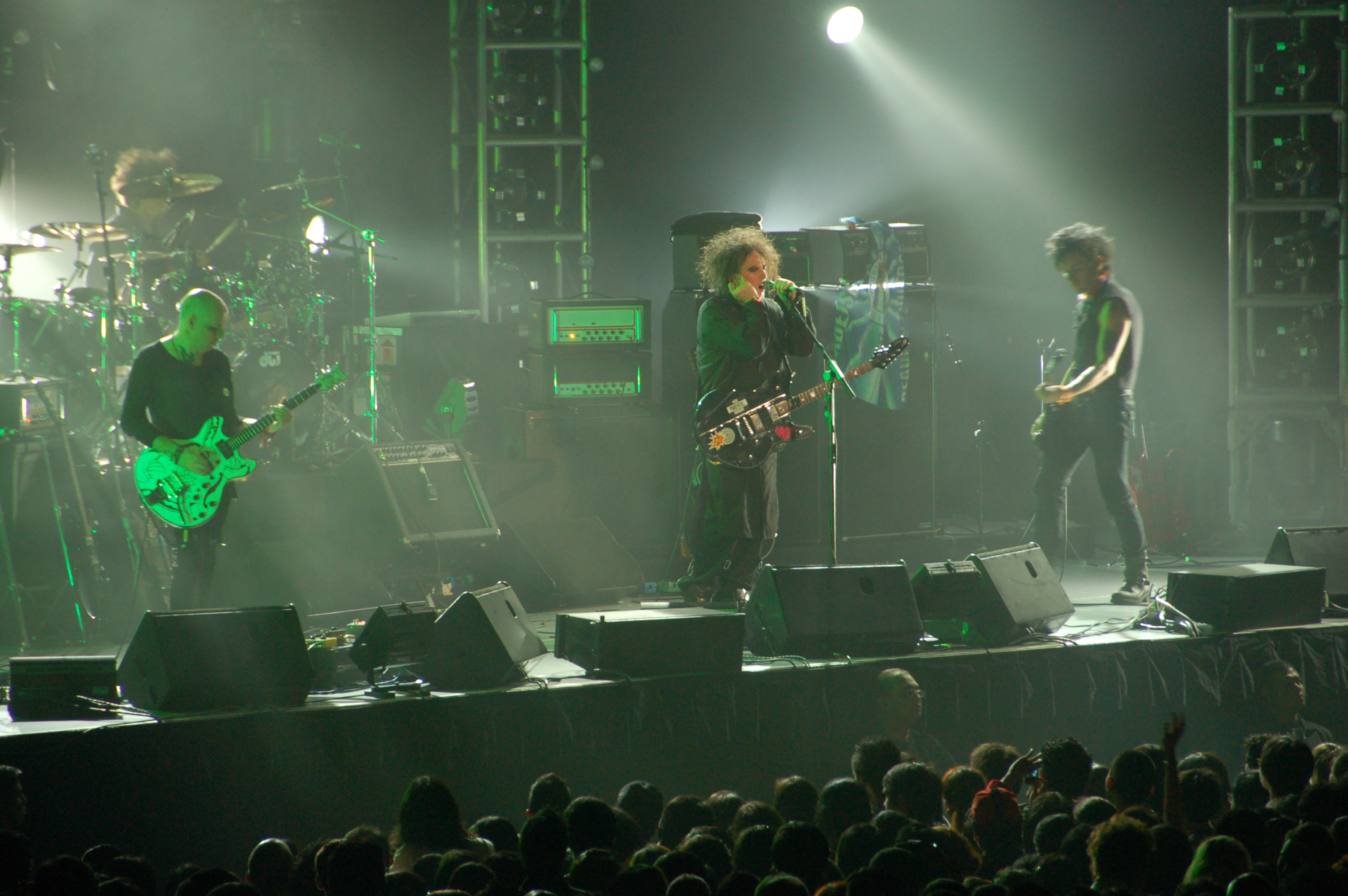
2007年のステージでのザ・キュアー

しばしばゴスと短縮されるゴシック ロックは、1970年代後半のポスト・パンク・シーンから発展した。暗い、しばしばキーボードが重い音楽と、内省的で気のめいるような歌詞を組み合わせている。著名な初期のゴシック・ロック・バンドには、バウハウス(彼の「ベラ・ルゴシの死」が最初のゴス・レコードとしてしばしば引用される)、スージー・アンド・ザ・バンシーズ(この用語を作り出した可能性がある)、ザ・キュアー、ザ・シスターズ・オブ・マーシー、フィールズ・オブ・ザ・ネフィリムなどがある。ゴシック・ロックは、クラブ、さまざまなファッション・トレンド、1980年代に人気を博した多数の出版物を含む、より広範なゴス・サブカルチャーを生み出し、自殺や悪魔主義に関するいくつかのモラル・パニックに関連することで悪名を馳せた。

### マッドチェスター
1980年代後半にマンチェスターで発展したインディペンデント・ロック・シーンは、ハシエンダナイトクラブとファクトリー・レコードを拠点とし、マッドチェスターと呼ばれ、この10年間の終わりには、ハッピー・マンデーズ、インスパイラル・カーペット、ストーン・ローゼズは1989年後半にチャート入り。シーンは1990年代初頭にインディペンデント・ロックのメディアの注目の的となり、ワールド・オブ・ツイスト、ニュー・ファスト・オートマチック・ダフォディールズ、 ザ・ハイ、ノースサイド、パリ・エンジェル、インタステラなどのバンドも全国的な注目を集めた。支配的な期間は比較的短命で、ストーン・ローゼズは契約上の論争に巻き込まれながら公演から撤退し始め、ハッピー・マンデーズはセカンド・アルバムの制作に苦労し、ファクトリー・レコードは1992年に倒産した。ザ・モック・タートルズなど、マッドチェスターの末端を捉えた地元のバンドは、より広いだぶだぶのシーンの一部になりました。英国の音楽プレスは、イングランド南部のシューゲイザーバンドや、米国のグランジから出現したバンドに重点を置き始めた。

### ドリーム・ポップとシューゲイザー

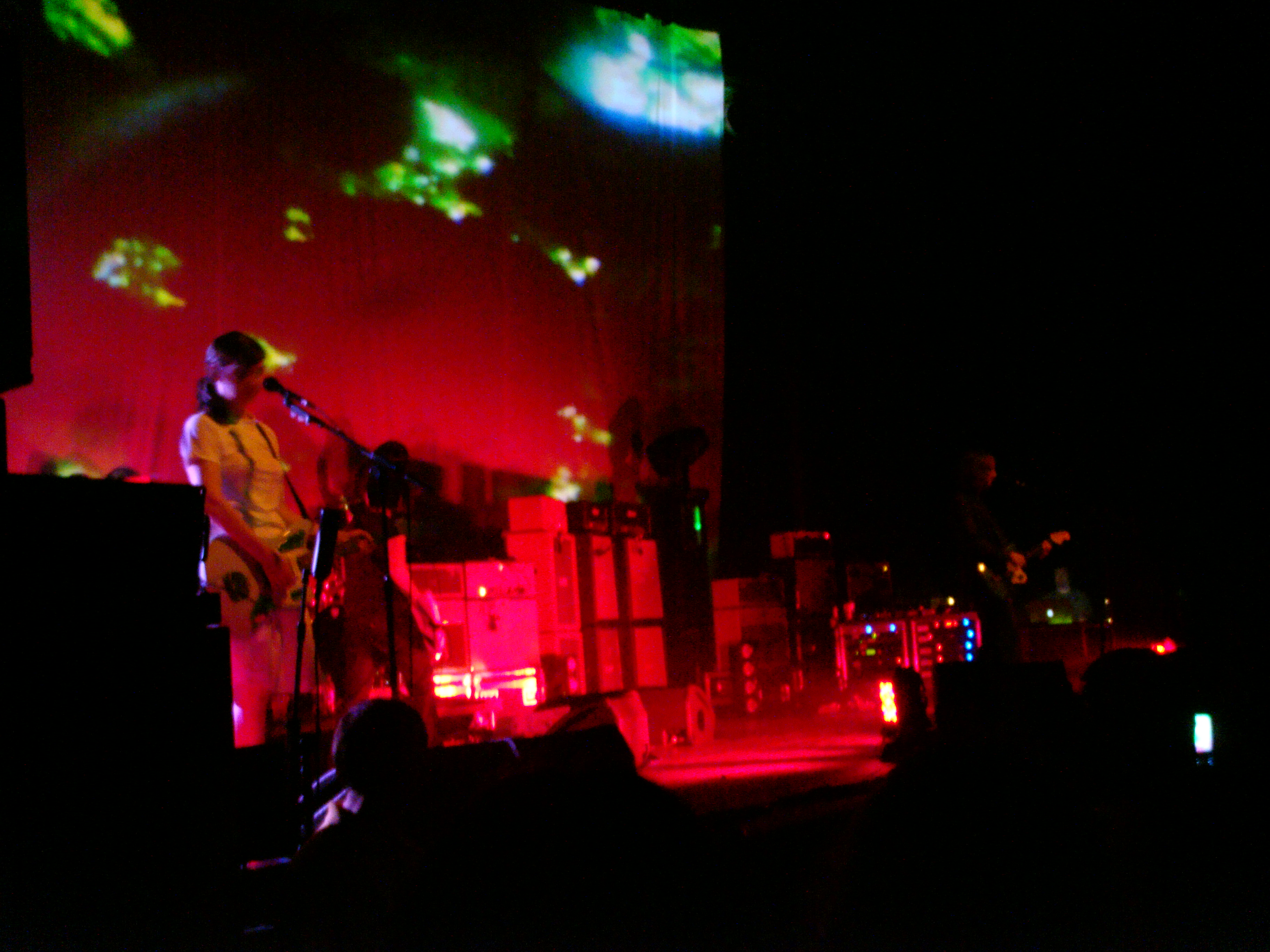
マイ・ブラッディ・バレンタイン、2008 年。

ドリーム・ポップは、コクトー・ツインズ、カメレオンズ、パッションズ、ディフ・ジュズ、ローライフ、 ARケインなどのバンドが、ポストパンクで幻想的な実験とほろ苦いポップ・メロディーを官能的で音響的に野心的なものに融合させ始めた1980年代のインディー・ロック・シーンから発展し。4ADレコード・レーベルはドリーム・ポップに最も関連するレーベルだが、クリエイション・レコーズ、プロジェクト、フォンタナ、 ビィダズルド 、ヴァーノン・ヤード、スランバーランド・レコードなどもこのジャンルで重要なレコードをリリースしている。よりラウドでアグレッシブなドリーム・ポップは、シューゲイザーとして知られるようになった。このスタイルの主要なバンドは、ラッシュ、スロウダイヴ、マイ・ブラッディ・ヴァレンタイン、ライド、チャプターハウス、カーヴ、レヴィテーションであった。これらのバンドは、ドリーム・ポップの雰囲気を維持しながら、ザ・カメレオンズやソニック・ユースなどのポスト・パンクの影響を受けたバンドの強烈さを加えていた。

### ポストロック
ポストロックは、1991年にリリースされたトーク・トークのアルバム『ラフィング・ストック』と米国のバンドスリントの『スパイダーランド』に端を発し、エレクトロニカ、ジャズ、ミニマル クラシック音楽などのさまざまなソースの影響を受けた実験的な作品を制作し、しばしば伝統的な音楽を放棄した。インストゥルメンタルおよびアンビエントミュージックを好む曲形式である。この用語は、バンドバーク・サイコシスとそのアルバム『Hex』 (1994) を表すために最初に使用されたが、すぐにステレオラブ 、ライカ、ディスコ・インフェルノ、プラムなどのバンドや、アメリカとカナダの他のミュージシャンに使用された。スコットランドのグループ、モグワイは、21世紀の変わり目に登場する影響力のあるポスト・ロック・グループの1つである。

### インディー・ポップ
1986年のNMEテープにちなんで「C86」と最初に吹き替えられ、「キューティー」、「シャンブリング・バンド」、後に「トゥイー・ポップ」としても知られるインディー・ポップは、60年代に愛されたギターのジャラジャラ音が特徴であった。ポップで、しばしばフェイクで無邪気な歌詞。また、パンクのDIY精神にも影響を受け、同人誌、レーベル、クラブ、ギグ・サーキットが盛んに行われていた。初期のバンドには、パステルズ、ショップ・アシスタント、プライマル・スクリームが含まれていました。シーンは後に、特にK Recordsなどのレーベルを中心に米国で発展した。 ライオット・ガールなどのジャンルや、 ニルヴァーナ、マニック・ストリート・プリーチャーズ、 ベル・アンド・セバスチャンなどの多様なバンドはすべて、その影響を認めている。

### ブリットポップ

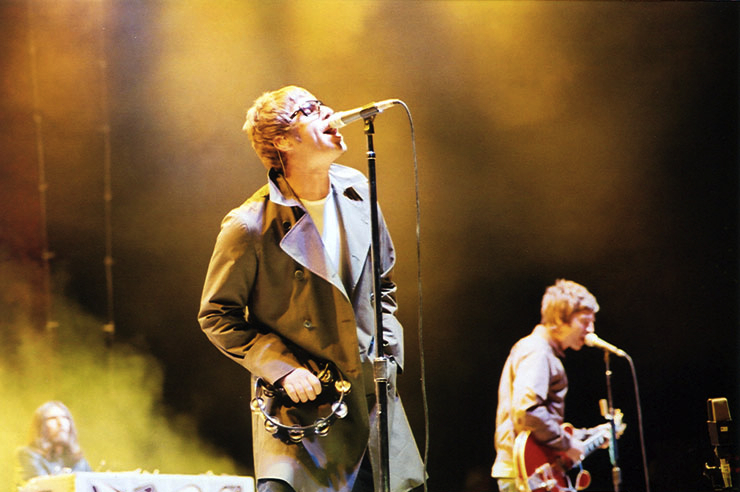
2005年のオアシス公演。

ブリットポップは、1990年代初頭の英国のインディペンデント・ミュージックシーンから出現し、1960年代と1970年代の英国のギター・ポップ・ミュージックに影響を受けたバンドを特徴としていた。この運動は、1980年代後半から1990年代前半にかけてのさまざまな音楽的および文化的傾向、特に米国のグランジ現象に対する反応として発展した。スウェードやブラーなどの新しい英国のグループは、過去の英国のギター音楽を参照し、独自の英国のトピックや懸念事項について書いて、反対の音楽勢力としての地位を確立することで、ムーブメントを開始した。これらのバンドにはすぐに、オアシス、パルプ、スーパーグラス、ブー・ラドリーズ、クラ・シェイカー、アッシュ、オーシャン・カラー・シーン、エラスティカなどのバンドが加わった。ブリットポップ・グループは英国のオルタナティブロックをメインストリームに持ち込み、クール・ブリタニアと呼ばれるより大きな英国の文化運動のバックボーンを形成した。より人気のあるバンドは商業的成功を海外、特に米国に広めることができたが、ムーブメントは10年の終わりまでに大きく崩壊した。

### ポスト・ブリットポップ

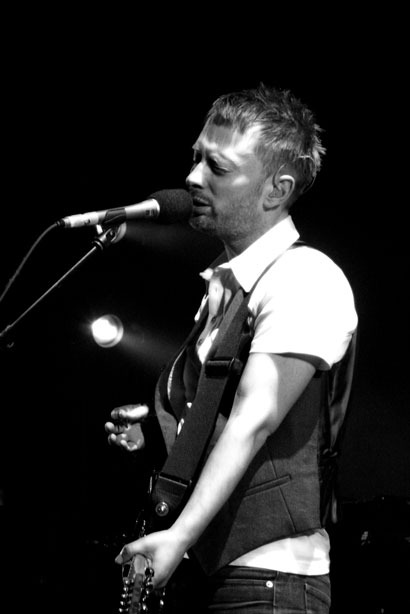
レディオヘッドのトム・ヨーク。

1997年頃から、クール・ブリタニアの概念に対する不満が高まり、ムーブメントとしてのブリットポップが解散し始めると、新興バンドはブリットポップのレーベルを避け始め、そこから派生した音楽を制作し続けた。これらのバンドの多くは、イギリスのトラディショナル・ロック (またはブリティッシュ・トラッド・ロック) の要素と、グランジを含むアメリカの影響をミックスする傾向があった。レディオヘッド、プラセボ、ザ・ヴァーヴ、トラヴィス、ステレオフォニックス、フィーダー、そして特にコールドプレイのようなポスト・ブリットポップ・バンドは、それ以前のブリットポップ・グループのほとんどよりもはるかに幅広い国際的成功を収め、1990年代から2000年代の最も商業的に成功したバンドのいくつかであった。

### ガレージロック・リバイバルとポストパンク・リバイバル
2000年代にイギリスのインディー・ロックが復活した。現代のアメリカのオルタナティヴ・ロックのように、フランツ・フェルディナンド、ザ・リバティーンズ、ブロック・パーティなどの英国のインディー・バンドの多くは、ジョイ・ディヴィジョン、ワイヤー、ギャング・オブ・フォーなどのポスト・パンク・グループから影響を受けた。 2000年代のその他の著名なインディペンデント・ロック・バンドには、エディターズ、ザ・フラテリス、ロストプロフェッツ、レイザーライト、キーン、カイザー・チーフス、ミューズ、カサビアン、ザ・クリブス、ザ・マッカビーズ、ザ・クークス、およびアークティック・モンキーズが含まれ(最後が最も著名なバンド)。インターネット・ソーシャル・ネットワーキングを使用して最初のファン層を獲得するためであった。

### ニューレイヴ
コンピュータ技術と音楽ソフトウェアの発達により、ラップトップ1台だけで高品質の音楽を作成できるようになった。これにより、拡大するインターネットやライヴエレクトロニクスやライブ・コーディングなどの新しい形式のパフォーマンスを介して、一般大衆が利用できる家庭で制作された電子音楽の量が大幅に増加した。英国では、インディーとアメリカの先駆的なダンス・パンクの組み合わせが、クラクソンズの宣伝でニュー・レイブと呼ばれ、この用語はNMEによって取り上げられ、トラッシュ・ファッションを含む 、 ニュー・ヤング・ポニーを含む多くのバンドに適用された。クラブ、波動拳！ 、レイト・オブ・ザ・ピア、テスト・アイシクル、およびシットディスコは、以前のレイブと同様の視覚的美学を持つシーンを形成している 。

### 2020年代初頭

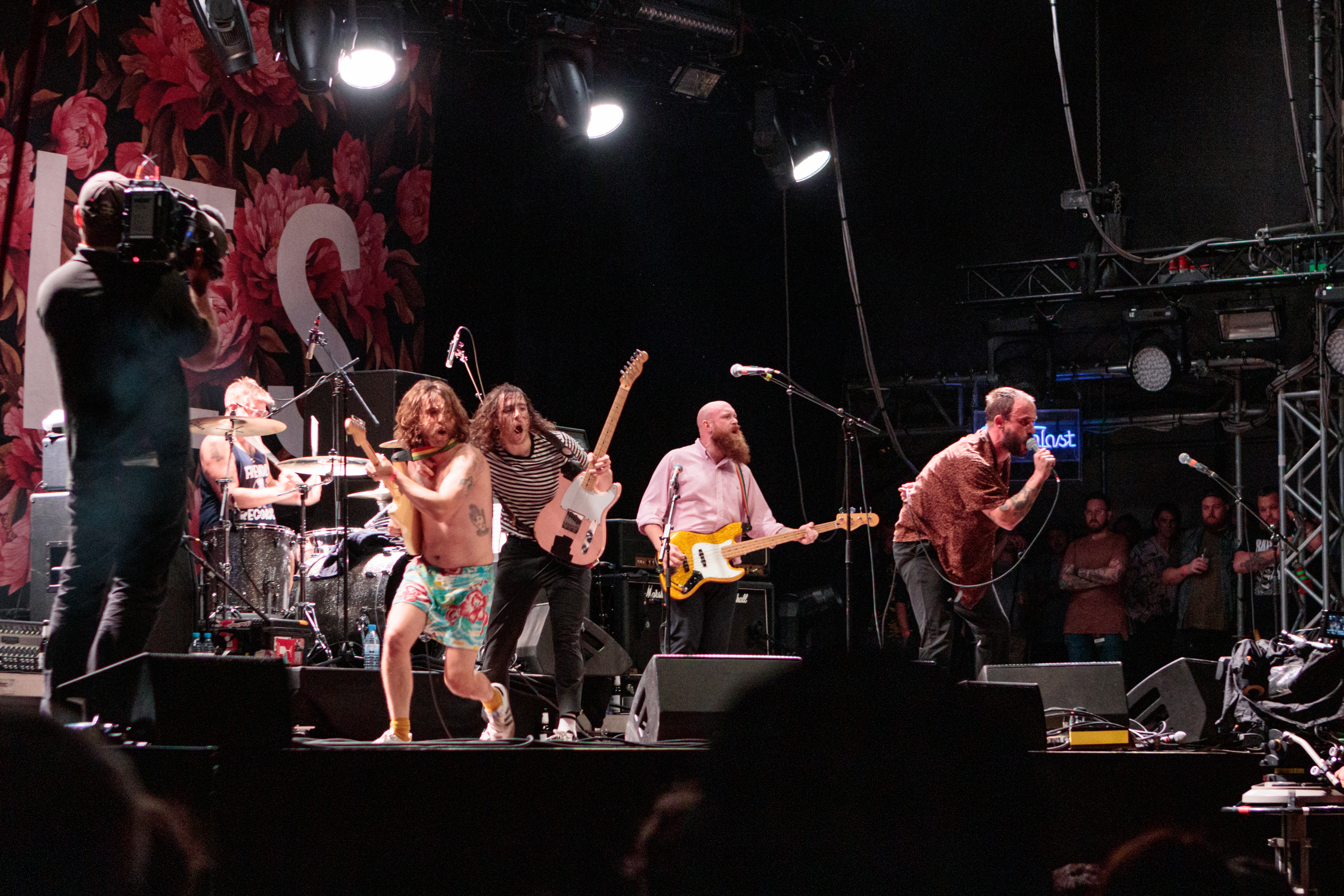
コンサートでアイドル

2010年代半ばから後半にかけて、そして2020年代前半に、英国とアイルランドからポスト・パンク バンドの新しい波が出現した。このシーンのグループは、2019 年にNMEとThe Quietusによって「Crank Wave」という用語で説明され、2021年にはNPRライターのMatthew Perpetuaによって「Post- Brexit New Wave」として説明されている。 Perpetuaは、シーン内のグループを「ポスト・パンク・ミュージックの上でちょっとしゃべったり歌ったりするUKバンドで、時にはポスト・ロックに似ていることもある」と説明している。 ミュージシャンの多くは、プロデューサーのダン・キャリーと彼のレコード・レーベル、スピーディ・ワンダーグラウンド、およびロンドンのブリクストンにある全年齢向けの音楽会場であるザ・ウィンドミルに関連している。スタイルの一部として識別されているアーティストには、ブラック・ミディ、スクイッド、ブラック・カントリー・ニュー・ロード 、ドライ・クリーニング、シェイム、スリーフォード・モッズ、フォンテインズD.C.、ザ・マーダー・キャピタル、アイドルス、およびヤード・アクトが含まれる。